# 2003년 한국프로야구 신인 드래프트
2003년 한국프로야구 신인선수 지명회의는 지역 연고를 바탕으로 한 '1차 지명'과 지역 연고에 상관없이 지명하는 '2차 지명'으로 이루어져 있다. 이 해를 마지막으로 2004년부터는 지명자들이 지명 후 2년 내 지명 팀에 입단하지 않으면 자동으로 지명권이 소멸되게 되어서, 고교 졸업 후 대학교에 진학한 선수들은 다시 지명을 받아야 하게 되었다.

## 1차 지명
- 구단 순서는 A~Z, 가나다 순.

| 구단          | 성명        | 출신학교         | 포지션      | 비고                                            |
| ------------- | ----------- | ---------------- | ----------- | ----------------------------------------------- |
| KIA 타이거즈  | 고우석      | 광주제일고등학교 | 투수        |                                                 |
| LG 트윈스     | 박경수      | 성남고등학교     | 내야수      | 2001년 아시아 청소년 야구 선수권 대회 국가 대표 |
| SK 와이번스   | 송은범      | 동산고등학교     | 투수        | 2001년 아시아 청소년 야구 선수권 대회 국가 대표 |
| 두산 베어스   | 노경은      | 성남고등학교     | 투수        |                                                 |
| 롯데 자이언츠 | 박정준      | 경남고등학교     | 외야수      |                                                 |
| 삼성 라이온즈 | 김형근      | 대구고등학교     | 투수        |                                                 |
| 한화 이글스   | 안영명      | 천안북일고등학교 | 투수        |                                                 |
| 현대 유니콘스 | 지명권 없음 | 지명권 없음      | 지명권 없음 | 지명권 없음                                     |

## 2차 지명
2차 지명 구단 순서는 2001년 리그 순위의 역순으로 선수를 선발했다.
지난해까지는 2차 지명에서 최대 12명까지 지명할 수 있었지만, 2007년부터는 최대 9명까지로 제한되었다.
※이름에 가로줄이 그어진 것은 구단이 해당 선수에 대한 지명권을 포기했음을 의미함.
| 지명 순위 | 롯데                   | SK                     | LG                     | KIA                    | 한화                   | 현대                   | 삼성                   | 두산                   |
| --------- | ---------------------- | ---------------------- | ---------------------- | ---------------------- | ---------------------- | ---------------------- | ---------------------- | ---------------------- |
| 1         | 김대우 (광주일고,투수) | 정정호 (인천고,투수)   | 이성열 (효천고,포수)   | 서동욱 (경기고,내야)   | 장순천 (제주산대,투수) | 지석훈 (휘문고,내야)   | 강명구 (탐라대,내야)   | 전병두 (부산고,투수)   |
| 2         | 김휘곤 (서울고,투수)   | 양승학 (천안북일,외야) | 이대형 (광주일고,외야) | 임준혁 (동산고,포수)   | 윤규진 (대전고,투수)   | 류상문 (신일고,투수)   | 곽용섭 (청원고,내야)   | 나주환 (천안북일,내야) |
| 3         | 양성제 (동의대,투수)   | 김재천 (진흥고,외야)   | 우규민 (휘문고,투수)   | 김주호 (광주일고,내야) | 맹진국 (영흥고,내야)   | 노환수 (부산고,투수)   | 김문수 (계명대,투수)   | 김만윤 (서울고,외야)   |
| 4         | 정현석 (대전고,투수)   | 심장용 (성남서고,투수) | 이경민 (마산고,투수)   | 최건호 (덕수정보,투수) | 최민준 (경주고,외야)   | 김한상 (덕수정보,외야) | 김영복 (서울고,포수)   | 김영준 (부산고,투수)   |
| 5         | 박찬혁 (공주고,내야)   | 구본원 (안산공고,내야) | 박우상 (배명고,외야)   | 이정상 (인창고,외야)   | 박성덕 (인창고,투수)   | 이유섭 (휘문고,내야)   | 이상민 (공주고,투수)   | 김승회 (탐라대,투수)   |
| 6         | 박민철 (인창고,포수)   | 남상준 (북일고,외야)   | 박노산 (인창고,내야)   | 최재익 (한양대,투수)   | 김동훈 (덕수정보,내야) | 최창우 (경남상고,내야) | 장진석 (대구고,투수)   | 김영진 (신일고,외야)   |
| 7         | 김이슬 (효천고,투수)   | 이장환 (배재고,투수)   | 윤성길 (효천고,투수)   | 조동현 (경남고,내야)   | 양승아 (배재고,외야)   | 정재엽 (선린인고,포수) | 곽동현 (대구상고,포수) | 허도환 (서울고,포수)   |
| 8         | 이인구 (동아대,외야)   | 강승훈 (부산고,투수)   | 김성대 (마산고,투수)   | 이인철 (배명고,내야)   | 박대원 (충암고,외야)   | 박재완 (덕수정보,투수) | 김형준 (대구상고,투수) | 최영주 (경기고,투수)   |
| 9         | 이창석 (광주일고,외야) | 조권성 (제물포고,포수) | 김준호 (효천고,외야)   | 유왕식 (동국대,투수)   | 정민혁 (대전고,투수)   | 권영석 (충암고,내야)   | 윤석현 (신일고,투수)   | 오재원 (야탑고,내야)   |